# Dionysia tacamahaca
Dionysia tacamahaca är en viveväxtart som beskrevs av Magnus Lidén. Dionysia tacamahaca ingår i dionysosvivesläktet som ingår i familjen viveväxter. Inga underarter finns listade i Catalogue of Life.

## Bilder

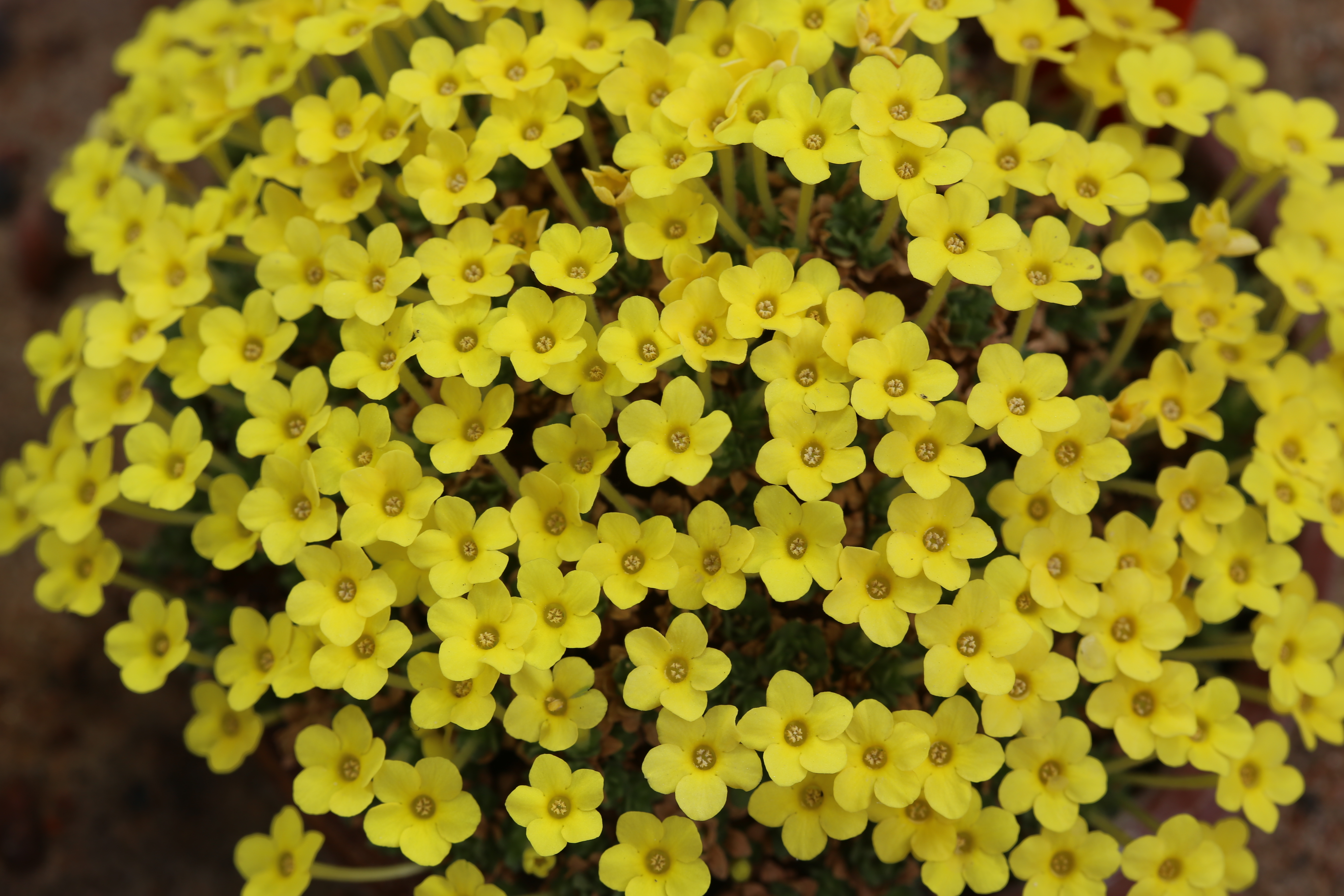
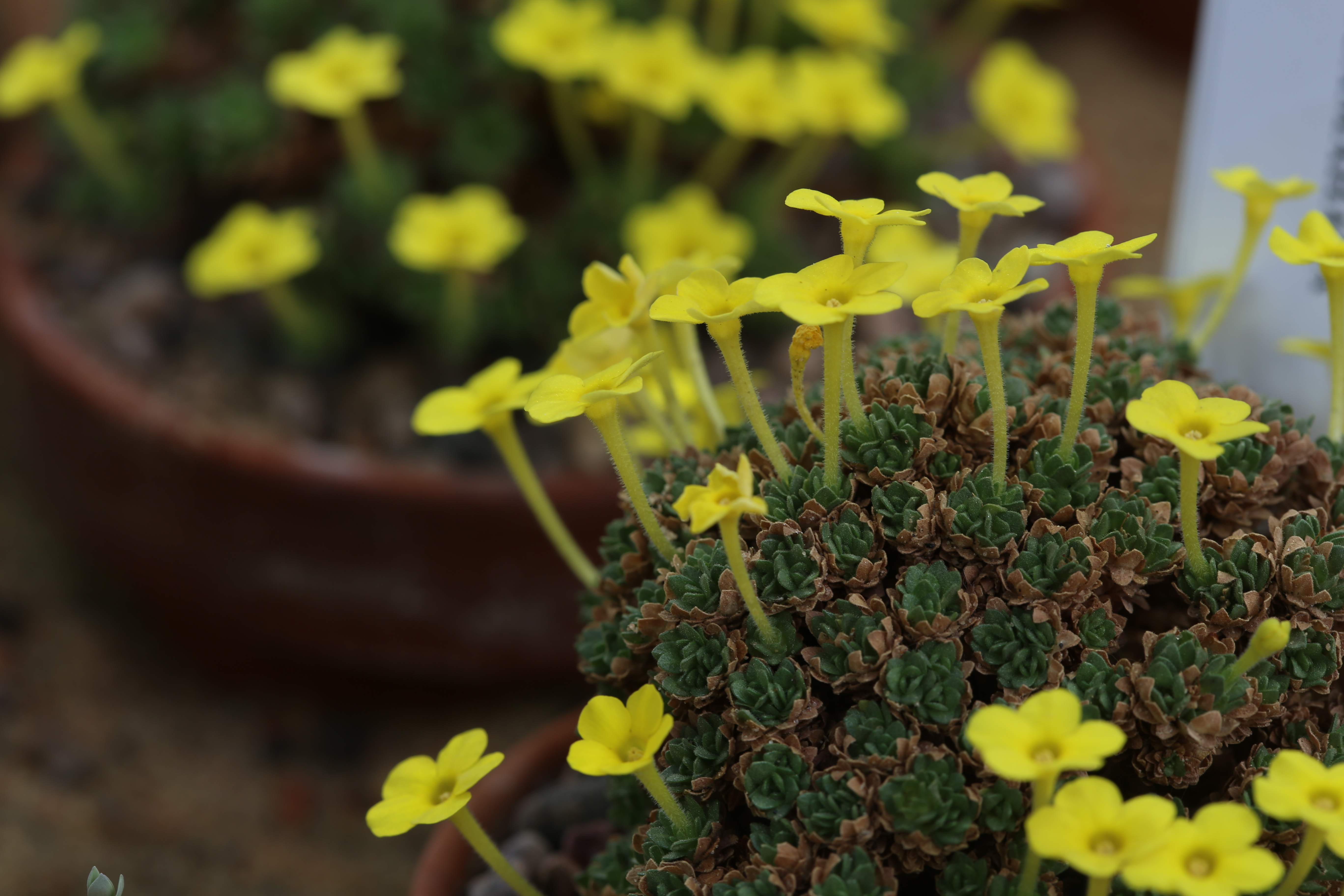
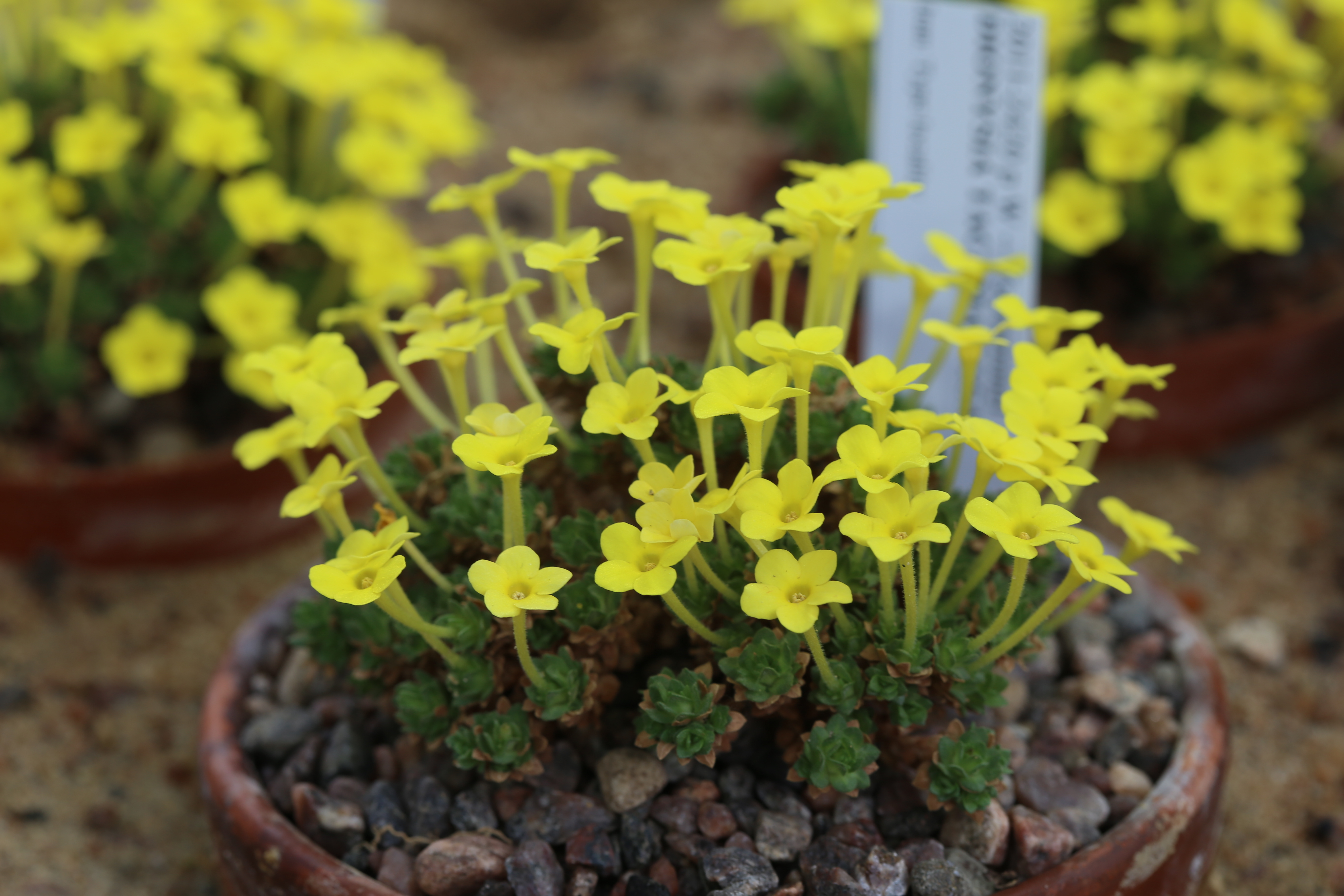